# Timing Birds
Timing Birds ist ein Album von Silvia Bolognesi, Dudù Kouaté und Griffin Rodriguez. Die vom 14. bis 16. Dezember 2021 im Shape Shoppe Paradiso, Siena, entstandenen Aufnahmen erschienen 2024 auf Astral Spirits.

## Hintergrund
Timing Birds ist das erste Werk eines Trios mit eher untypischer Instrumentierung, entstanden aus der langjährigen Zusammenarbeit zwischen dem senegalesischen Perkussionisten Dudù Kouaté, der seit Jahren in Bergamo lebt, und der Kontrabassistin Silvia Bolognesi, die mit ihm im Art Ensemble of Chicago spielte und zu dem Album auch Gesang, Spoken-Word-Poesie und Perkussion beisteuerte. Ergänzt wurde das Duo um den Chicagoer Live-Elektroniker, Sänger, Toningenieur und Produzenten Griffin Rodriguez, Lebenspartner der Bassistin, der ursprünglich nur als Tonmeister gedacht war, dann einige Anregungen von außen beisteuerte und mit seiner Live-Elektronik in die Besetzung einstieg. Griffin hat schließlich auch das Album abgemischt und gemastert.
Die acht Titel des Albums sind das Ergebnis von Improvisationen und erfuhren dann Eingriffe in der Postproduktion, insbesondere durch die Hinzufügung einiger Stimmen. „Mademba“ ist ein ethnischer Song, aber Kouatés Stimme wird von der Elektronik überarbeitet, mit Maß, aber mit verfremdenden Effekten, um im dröhnenden Trommeln und Rasseln widerzuhallen. In den ersten Stücken ist das Album hauptsächlich akustisch; der Eröffnungstrack lebt von der Interaktion zwischen Bolognesi und Kouaté. In den letzten beiden Liedern nimmt die Elektronik dann noch mehr Raum ein, notierte Neri Pollastri.

## Titelliste
- Silvia Bolognesi, Dudù Kouaté, Griffin Rodriguez: Timing Birds (Astral Spirits)

1. 1 Saman 11:06
2. Polo 5:02
3. Vision 8:11
4. Fonterossa 11:36
5. Lampa 6:07
6. Finorossa 4:24
7. Mademba 4:27
8. Fuki Buki 10:39
9. Timing Birds 11:16

Die Kompositionen stammen von Silvia Bolognesi, Dudù Kouaté und Griffin Rodriguez. Die Stücke 4, 6 und 8 sind nicht in der LP-Version enthalten.

## Rezeption
Nach Ansicht von Neri Pollastri, der das Album in All About Jazz rezensierte, sei Kouaté bekannt für die beeindruckende Vielfalt an Objekten, mit denen er arbeitet: Perkussion aller Art, ethnische und hausgemachte, Flöten, Glocken, Plastikröhren, die er dreht, sogar Wannen voller Wasser. Er sei auch sehr geschickt darin, die Gesangstechniken der Griot seines Heimatlandes auf moderne Weise anzuwenden, wovon er über profunde Kenntnisse verfüge. In diesem Werk bringe er alle seine Qualitäten voll zur Geltung, dank der klanglich komplementären Untermalung, die ihm Bolognesis Kontrabass biete. Timing Birds sei ein Album mit einem überraschenden Klang, sehr klangvoll, mitreißend und sehr angenehm anzuhören. Aufgrund ihres Einfallsreichtums und ihrer Nüchternheit sei es ein einzigartiges Beispiel dafür, wie Elektronik mit der Essenz des akustischen Klangs kombiniert werden kann.
Timing Birds beginne mit Codona-artigen, Don-Cherryesken, schamanisch-hypnotischen Melodien und Liedern, die auf ansteckende Grooves setzen, schrieb Eyal Hareuveni (Salt Peanuts). Aber es beinhalte auch inspirierte und meditative Kontrabass-Soli (sowohl Coll’arco als auch Pizzicato), Kouatés Call-and-Response-Gesänge, feurige freie Improvisationen, subtile elektronische Loops, dunstiges Dub und vieles mehr. Der leidenschaftliche, geschichtenerzählende Gesang Bolognesis – auf Italienisch und Englisch – finde gemeinsame musikalische Grundlagen zwischen den afrikanischen Perkussion-Vermächtnissen, dem afroamerikanischen Free-Jazz-Erbe und den europäischen Volksmusik-Traditionen. Die Dynamik dieses Trios korrespondiere mit seiner umfassenden, friedlichen Klangvision und sei organisch und mühelos, stets anregend und zeitlos.